# Sephena extensa
Sephena extensa är en insektsart som beskrevs av Medler 2000. Sephena extensa ingår i släktet Sephena och familjen Flatidae. Inga underarter finns listade i Catalogue of Life.